# Magdalena Mleczko
Magdalena Mleczko (ur. 3 sierpnia 1980) – polska piłkarka grająca na pozycji obrońcy.

## Kluby
Była zawodniczka AZS Wrocław, z którym w latach 2001–2008 ośmiokrotnie wywalczyła Mistrzostwo Polski, trzykrotnie Puchar Polski (2002/2003, 2003/2004, 2006/2007) i dwukrotnie była jego finalistką (2001/2002 i 2005/2006). Rozegrała 19 spotkań w sześciu pierwszych edycjach Pucharu UEFA kobiet, zdobywając 1 gola.
Od 2010 roku zawodniczka KGHM Ecoren Ziemia Lubińska.

## Reprezentacja
W reprezentacji Polski debiutowała 27 kwietnia 1999, rozegrała 37 meczów. Uczestniczka eliminacji do Mistrzostw Europy 2005, kwalifikacji Mistrzostw Świata 2003 (klasa B) i MŚ 2007 (5 meczów). Wcześniej występowała także w reprezentacji U-18.

## Kariera trenerska
Od 2009 trenuje zespół juniorek i młodziczek AZS Wrocław.